# Teatro San Giovanni Grisostomo
Teatro San Giovanni Grisostomo, der nu kendes som Teatro Malibran, var et operahus i Venedig. Det blev grundlagt i 1678 af Grimani-familien som et underholdningssted for aristokratiet. Formålet var nok så meget at fremme ejerfamiliens sociale position som at skabe økonomisk overskud. Teatret er kendt for sine ekstravagante opsætninger og sangere i topklasse som Margherita Durastanti, der var teatrets primadonna fra 1709 til 1712. Entreen var derfor forholdsvis høj. Huset har vist operaer af Georg Friedrich Händel og Alessandro Scarlatti. 
Mange af librettisterne, der skrev for de til huset tilknyttede komponister, var adelige. Ved nogle lejligheder skrev medlemmer af Grimani-familien selv libretti; librettoen til Händels Agrippina, der fik premiere på Teatro San Giovanni Grisostomo i 1709, var skrevet af Vincenzo Grimani.

## Urpremierer
- Mitridate Eupatore, en opera seria af Alessandro Scarlatti, 5. januar 1707
- Agrippina, en opera seria af Georg Friedrich Händel, 26. december 1709